# Moëslains
Moëslains és un municipi francès situat al departament de l'Alt Marne i a la regió del Gran Est. L'any 2007 tenia 479 habitants.

## Demografia

### Població
El 2007 la població de fet de Moëslains era de 479 persones. Hi havia 193 famílies de les quals 31 eren unipersonals (8 homes vivint sols i 23 dones vivint soles), 85 parelles sense fills, 62 parelles amb fills i 15 famílies monoparentals amb fills.
La població ha evolucionat segons el següent gràfic:
Habitants censats

### Habitatges
El 2007 hi havia 202 habitatges, 195 eren l'habitatge principal de la família, 2 eren segones residències i 5 estaven desocupats. 196 eren cases i 5 eren apartaments. Dels 195 habitatges principals, 162 estaven ocupats pels seus propietaris, 28 estaven llogats i ocupats pels llogaters i 5 estaven cedits a títol gratuït; 2 tenien una cambra, 5 en tenien dues, 11 en tenien tres, 47 en tenien quatre i 130 en tenien cinc o més. 154 habitatges disposaven pel capbaix d'una plaça de pàrquing. A 82 habitatges hi havia un automòbil i a 102 n'hi havia dos o més.

### Piràmide de població
La piràmide de població per edats i sexe el 2009 era:
| Homes | Edats   | Dones |
| ----- | ------- | ----- |
| 0     | 95 o +  | 0     |
| 0     | 90 a 94 | 4     |
| 0     | 85 a 89 | 0     |
| 4     | 80 a 84 | 4     |
| 4     | 75 a 79 | 0     |
| 8     | 70 a 74 | 4     |
| 16    | 65 a 69 | 28    |
| 8     | 60 a 64 | 16    |
| 20    | 55 a 59 | 16    |
| 36    | 50 a 54 | 36    |
| 24    | 45 a 49 | 28    |
| 20    | 40 a 44 | 20    |
| 8     | 35 a 39 | 16    |
| 8     | 30 a 34 | 12    |
| 16    | 25 a 29 | 8     |
| 12    | 20 a 24 | 12    |
| 24    | 15 a 19 | 16    |
| 24    | 10 a 14 | 24    |
| 20    | 5 a 9   | 20    |
| 4     | 0 a 4   | 0     |

## Economia
El 2007 la població en edat de treballar era de 320 persones, 221 eren actives i 99 eren inactives. De les 221 persones actives 188 estaven ocupades (112 homes i 76 dones) i 33 estaven aturades (12 homes i 21 dones). De les 99 persones inactives 45 estaven jubilades, 20 estaven estudiant i 34 estaven classificades com a «altres inactius».

### Ingressos
El 2009 a Moëslains hi havia 199 unitats fiscals que integraven 478 persones, la mediana anual d'ingressos fiscals per persona era de 20.234 €.

### Activitats econòmiques
Dels 10 establiments que hi havia el 2007, 1 era d'una empresa extractiva, 6 d'empreses de construcció, 1 d'una empresa d'hostatgeria i restauració, 1 d'una empresa immobiliària i 1 d'una empresa de serveis.
Dels 4 establiments de servei als particulars que hi havia el 2009, 3 eren paletes i 1 restaurant.

## Equipaments sanitaris i escolars
El 2009 hi havia 1 escola maternal i 1 escola elemental.

## Poblacions més properes
El següent diagrama mostra les poblacions més properes.